# Пархоменко, Елизавета Павловна
Елизавета Павловна Пархоменко (5 мая 1914, Байдаковка, Екатеринославская губерния — 26 января 2001, Днепродзержинск, Днепропетровская область) — передовик советской строительной отрасли, машинист крана Днепродзержинского цементного завода Министерства промышленности строительных материалов СССР, Днепропетровской области. Герой Социалистического Труда (1966).

## Биография
Родилась 5 мая 1914 года в селе Байдаковка (ныне в Днепропетровской области) в украинской семье.
Воспитывалась в детском доме. В 1930 году приехала в Днепродзержинск, где поступила на обучение в фабрично-заводское училище при металлургическом заводе.
В начале 1934 года была отправлена работать на новый Каменский цементный завод. Работала мотористкой, позже — помощником крановщика. Училась в вечерней школе, а затем в техникуме. С 1938 года работала машинистом цементных мельниц. Выполняла задания на 120—130%. 
В 1941 году вместе с заводом была эвакуирована в Сибирь. Трудилась на Чернореченском цементном заводе машинистом цементных мельниц. Здесь освоила специальность машиниста грейферного электромостового крана. В 1945 году вернулась в Днепродзержинск, стала работать по новой специальности.
Указом Президиума Верховного Совета СССР от 28 июля 1966 года за получение высоких показателей в строительстве и производстве строительных материалов Елизавете Павловне Пархоменко было присвоено звание Героя Социалистического Труда с вручением ордена Ленина и медали «Серп и Молот».
Продолжала трудиться до выхода на пенсию в 1969 году. Была депутатом Днепропетровского областного и Днепродзержинского городского советов депутатов трудящихся.
Проживала в городе Днепродзержинск. Умерла 26 января 2001 года.

## Награды
- Медаль «Серп и Молот» (28.07.1966);
- орден Ленина (28.07.1966);
- Орден Знак Почёта (27.04.1948);
- Медаль «За доблестный труд в Великой Отечественной войне 1941—1945 гг.»;
- другие медали.